# Archytas peruanus
Archytas peruanus là một loài ruồi trong họ Tachinidae.